# Affaire Mohammed al-Durah

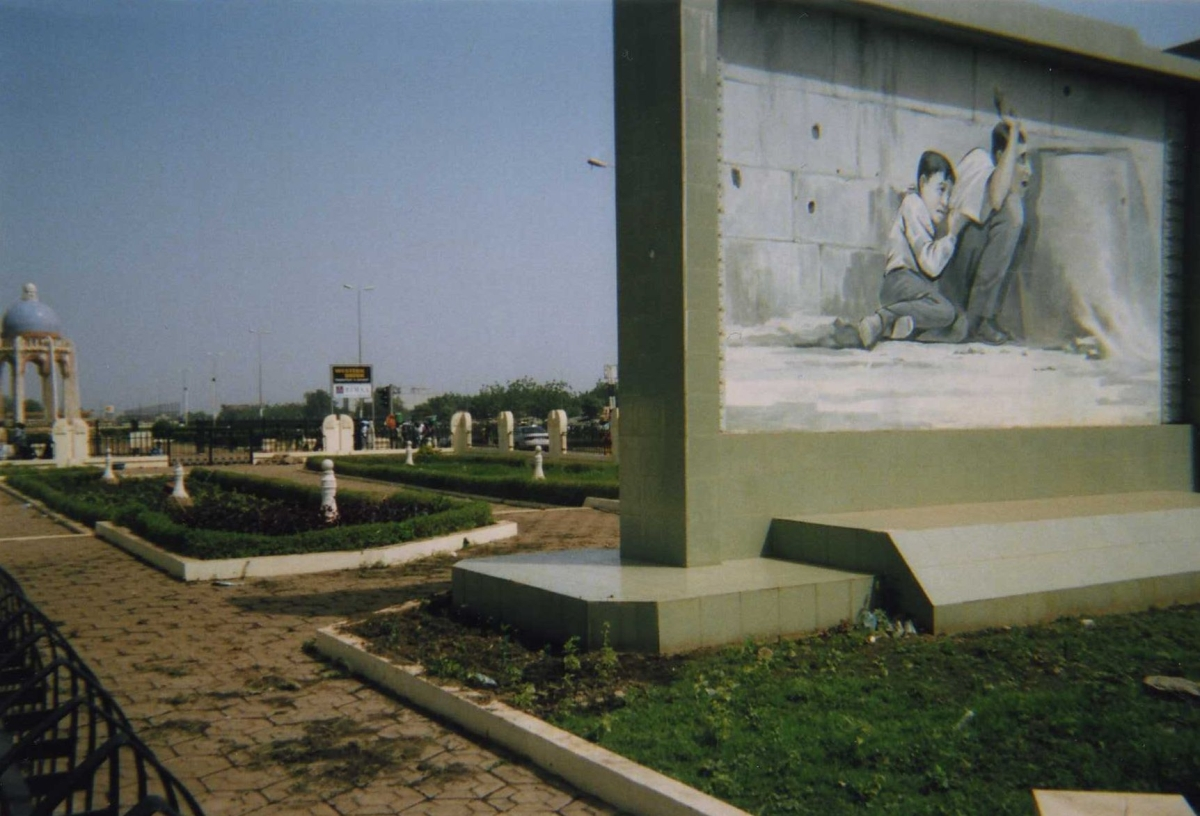
L’avenue Al Qods dans le centre de Bamako au Mali. La peinture murale représente la photo prise à l'instant précédant la mort de Mohammed al-Durah.

L’affaire Mohammed al-Durah (en arabe : محمد الدرة) désigne la diffusion d’un reportage de France 2 et Charles Enderlin sur la mort d’un enfant palestinien de 12 ans, Mohammed al-Durah, tué par balles par l'armée israélienne alors que son père tentait de le protéger, lors d’échanges de tirs dans la bande de Gaza entre les Forces de sécurité palestiniennes et l’armée israélienne, le 30 septembre 2000, au début de la seconde intifada.
Le journaliste franco-israélien Charles Enderlin est le premier journaliste à commenter les images à la suite du film des événements pris par son caméraman. Pour Enderlin, dans son premier reportage puis dans son livre écrit par la suite sur cette affaire, l'enfant est victime de tirs israéliens. Son reportage est diffusé le soir même sur France 2 au journal de 20 heures et repris à travers le monde.
Une controverse en deux temps issue de commentateurs pro-israéliens prend corps peu après la diffusion du reportage, d'abord sur la provenance des balles tirées sur le jeune Mohammed al-Durah (ce seraient les Palestiniens qui auraient tué l'enfant, et non l'armée israélienne), ensuite sur l'allégation d'une « mise en scène » des Palestiniens, selon laquelle l'enfant n'aurait pas été tué. Lancée et soutenue en France par un petit nombre de personnes (Gérard Huber, Stéphane Juffa, puis Philippe Karsenty, Luc Rosenzweig), cette controverse est devenue avec le temps une polémique multiforme à rebondissements judiciaires.
L'affaire est qualifiée de diverses manières de « campagne », ayant des enjeux politiques et idéologiques,,,,. Mediapart la présente comme « une machine sophistiquée » qui « connaît nombre de réitérations ».
Dans les dernières années, l’affaire s’est polarisée autour du procès en diffamation intenté par France 2 et Charles Enderlin à Philippe Karsenty, qui, en 2004, avait dénoncé une « imposture médiatique ». Condamné le 19 octobre 2006 par le tribunal de grande instance de Paris, Philippe Karsenty a fait appel et a été relaxé le 21 mai 2008. Charles Enderlin et France 2 se pourvoient en cassation et le 28 février 2012, la Cour de cassation renvoie les deux parties vers un nouveau jugement. Le 16 janvier 2013, la Cour d’appel entend de nouveau les parties et son arrêt, rendu le 26 juin 2013, condamne cette fois Philippe Karsenty.

## Chronologie

### 30 septembre 2000
Le 30 septembre 2000, deux jours après la visite d’Ariel Sharon sur le mont du Temple/ l’esplanade des Mosquées et deuxième jour de l’Intifada Al-Aqsa, des journalistes de Reuters, d’AP, de la NHK, ainsi que Talal Hassan Abu Rahmeh, cadreur palestinien de France 2, ont pris place au carrefour de Netzarim, dans la bande de Gaza. Mohammed al-Durah, un garçon de 12 ans, et son père, Jamal al-Durah s’engagent dans la rue Al-Shuhada qui les conduit au carrefour de Netzarim : c'est une journée de grève et de protestation dans les territoires palestiniens, et il n'y a pas école. Talal Hassan Abu Rahma filme par intermittence les manifestants, pendant toute la matinée, puis, l’après-midi, les échanges de feux et enregistre sur sa caméra, à quelques mètres de lui, l’enfant Mohammed al-Durah atteint mortellement par des balles alors qu’il se blottissait dans les bras de son père.
Le vidéaste palestinien fait parvenir ses images à Charles Enderlin, qui était au bureau de France 2 à Jérusalem. Celui-ci prend contact avec le service de presse de l’armée israélienne pour l’informer de la gravité des images détenues. Il n’obtient pas de réponse. En application d'accords standard entre chaînes de télévision, le bureau de France 2 transmet alors gratuitement à d’autres équipes de télévision le reportage d'Abu Rahma et du journaliste Charles Enderlin présentant la mort d’un enfant dans les bras de son père. Cette transmission du reportage d'Enderlin à d'autres chaînes sera par la suite vivement reprochée à France 2 qui se verra accusée par les personnes qui mettront en cause le reportage d'Enderlin (par exemple, et entre autres, Pierre-André Taguieff) d'avoir intentionnellement promu un message accusateur contre l'occupation israélienne alors que lesdits accords entre chaînes existent bien et s'appliquent indifféremment à une grande variété de reportages produits. Pour sa part, France 2 diffuse, le soir où les événements ont lieu, et après accord de la rédaction de Paris, un reportage sur le drame, commenté par Charles Enderlin.

### Premières réactions
Ces images font rapidement le tour de la planète et, dans le contexte de l’Intifada, suscitent une émotion considérable. L’armée israélienne reconnaît dans un premier temps sa responsabilité, et publie des excuses officielles : le général Giora Eiland déclare à la BBC le 3 octobre que « les tirs venaient apparemment des soldats israéliens postés à Netzarim », répète ces propos sur CNN (« apparemment, l’enfant a été tué par l’armée israélienne »), et dit également : « Autant que nous puissions savoir, l’enfant a été touché par nos tirs », cité par le journal Haaretz le 25 janvier 2002). Ces propos sont ensuite confirmés par le général Moshe Ya’alon.

### Contestations
La montée des réactions provoquées par les images et la crainte de leur possible instrumentalisation, écrit Hervé Deguine, conduisent l’armée à revenir sur ses positions. Une reconstitution de la scène aurait permis de jeter une lumière sur les différentes hypothèses, mais la démolition du site par l’armée empêchera à tout jamais la conduite d’une enquête sérieuse, car selon Bernie Schechter, un expert israélien en balistique, cette destruction « élimine 95 % des éléments matériels nécessaires à une preuve ».
C’est alors que des contre-réactions s’organisent. La première provient de Nahum Shahaf (en), physicien, qui dirige une petite entreprise travaillant pour l’armée. Nahum Shahaf avait, quelques années plus tôt, contesté (en) l’authenticité du film vidéo amateur établissant la responsabilité d’Yigal Amir dans l’assassinat d’Yitzhak Rabin en 1995. Le 19 octobre, il prend contact avec le général Yom Tov Samia et tente de le persuader de la non-responsabilité de l’armée. Selon Hervé Deguine l’enquête de Shahaf est « totalement approximative, ne reposant sur aucune base scientifique — nul expert en balistique n’est convié à y participer ». Shahaf est aidé par Yossef Duriel, un proche de Moshe Feiglin, extrémiste du Likoud condamné pour « sédition » à l’époque de l’assassinat d'Yitzhak Rabin. Le surlendemain de la mort de Mohamed al-Durah, il écrit une lettre au quotidien israélien Haaretz, dans laquelle il affirme avant même de se livrer à l’examen des faits : « L’armée doit dire que les Palestiniens ont tué l’enfant à des fins de propagande. » Luis Lema, ancien directeur des rubriques internationales du Journal de Genève et du Temps écrit que la conclusion de Shahaf est « accompagnée de diverses considérations de nature assez peu scientifique telle : […] "La croyance des militants musulmans est compatible avec le fait de dire des mensonges éhontés" ». Le général Samia met Shahaf à l’écart de l’enquête. Pour Hervé Deguine, « censée établir l’innocence de l’armée, la reconstitution organisée par Shahaf la ridiculise ». La chaîne américaine CBS, bénéficiant d’une exclusivité sur l’affaire, produit un documentaire, jugé accablant par le journal Haaretz qui titre : « L’armée se tire une balle dans le pied. ».
Le 27 novembre 2006, le général Yom Tov Samia convoque une conférence de presse durant laquelle il essaie d’utiliser le travail de Shahaf et Duriel, mais Shaul Mofaz, chef d’état major des armées, prend ses distances « en révélant que l’équipe enquêtant sur les circonstances de la mort de Mohamed al-Durah a été constituée à l’initiative personnelle du général Samia, et non sur requête officielle ».
Les contestations de Nahum Shahaf et Yossef Duriel sont en deux étapes : ils contestent d'abord l'origine des balles, affirmant que celles-ci ne provenaient pas des positions israéliennes. Puis dans un deuxième temps, ils vont jusqu'à évoquer « une mise en scène des Palestiniens », c'est-à-dire qu'ils affirment que les Palestiniens auraient procédé à un montage avec figurants, fausses ambulances, etc. En particulier, ils affirment que le petit Mohammed al-Durah ne serait pas mort, mais serait un comédien qui aurait « joué une scène ». Chronologiquement, ceux qui reprennent et diffuseront les thèses de Shahaf et Duriel sont :
- tout d'abord la Ména (Metula News Agency) avec Stéphane Juffa ainsi que l'un de ses correspondants à Paris en 2002, Gérard Huber (son livre, Contrexpertise d'une mise en scène[16], paraît en janvier 2003 et sera pendant un certain temps librement téléchargeable sur son site web) ;
- puis Esther Schapira (en) et Luc Rosenzweig — qui est par la suite lui aussi un temps correspondant de la Ména ;
- et enfin Philippe Karsenty à partir de 2002.

Tensions et polémiques naissent par la suite entre la Ména et certaines de ces personnes, certains accusant d'autres d'avoir repris un travail antérieur sans permission.
Dès la fin 2001, l’affaire commence à apparaître en France, d'abord par l'intermédiaire de Claude Lanzmann qui s’exprima à propos du preneur d’images palestinien de Charles Enderlin (Talal Abou Rahma) dans le journal Le Monde en ces termes : « Ce qui me révolte personnellement dans cette histoire, c'est que cette mort a été filmée en direct par le cameraman arabe d'une chaîne française de télévision ». Ensuite, France 2 est soumise à des pressions pour qu’elle diffuse le documentaire d’Esther Schapira (en) produit pour la chaîne de télévision allemande ARD, « Trois balles et un enfant mort », décrit comme une « stupidité » par Haaretz, qui reprend l’essentiel des thèses de Shahaf et Duriel. Le 2 octobre 2002, dans un climat de surexcitation, la Ligue de défense juive organise une manifestation sous les fenêtres de France 2, faisant suite à un « Prix Goebbels de la désinformation » attribué en mars à France 2 et à Charles Enderlin par cette ligue. Charles Enderlin est obligé par la suite de déménager avec toute sa famille, en raison des lettres de menaces et des intimidations dont il est la cible.
Lors de l'audition, le 12 juillet 2010, par la Commission de la Culture, de l'Éducation et de la Communication du Sénat de Rémy Pflimlin, désigné pour la présidence de France Télévisions, le sénateur de Haute-Garonne Jean-Pierre Plancade, membre du groupe d’amitié France-Israël au Sénat et de l’association France-Israël, a demandé quelles étaient les intentions du futur président quant à l'affaire al-Durah. Richard Prasquier, le président alors du Conseil représentatif des institutions juives de France (CRIF), rencontre à la mi-septembre 2010 Rémy Pflimlin, pour demander, une fois de plus, l’ouverture d’une enquête sur ce reportage.

### Philippe Karsenty

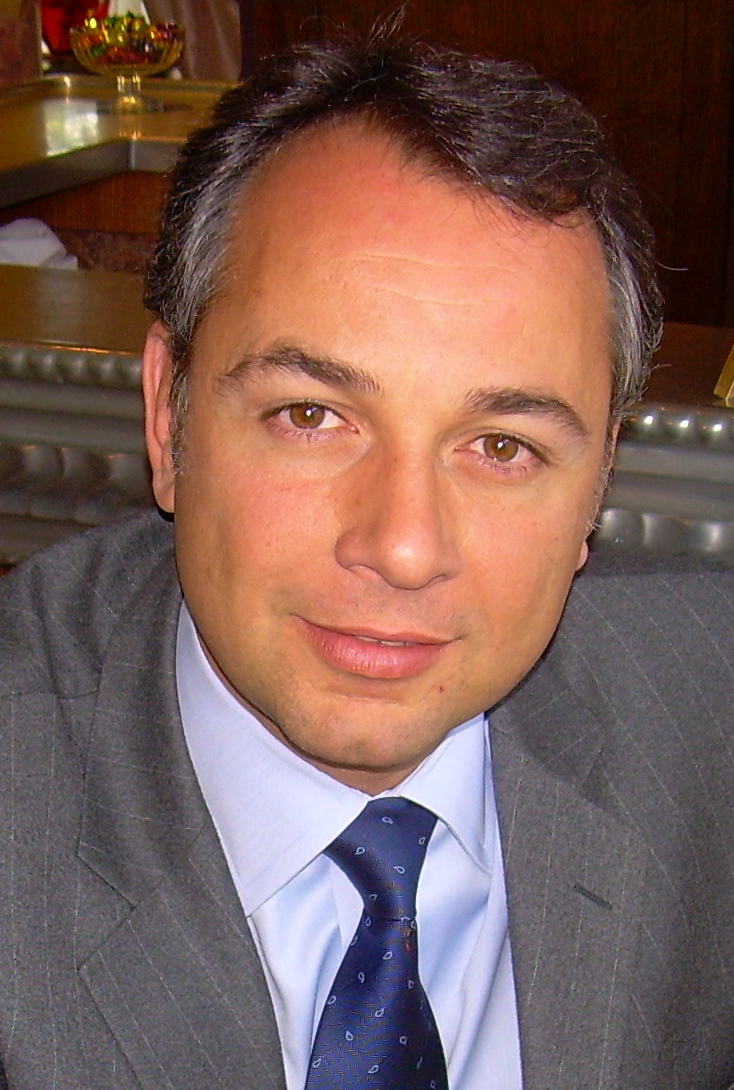
Philippe Karsenty.

En 2003, l’homme d'affaires parisien et militant pro-israélien Philippe Karsenty(en) rapporte en France un exemplaire du film de la Metula News Agency (Ména, dirigée par Stéphane Juffa) et s’en sert en partie pour construire sa propre version, ce qui sera à l’origine de tensions entre l’agence et lui,[réf. nécessaire]. Pour la Ména et Karsenty, la scène est une fiction créée de toutes pièces par les Palestiniens. Karsenty bénéficie du soutien de l’écrivaine américaine Nidra Poller et il suscite l’attention des milieux néoconservateurs américains sur l’affaire. Un universitaire proche de Karsenty, Richard Landes (en), « spécialiste des peurs millénaristes », exploite à son tour le film de la Ména contre la volonté de Shahaf.
France 2 affirme en retour que les images sont authentiques, que l’enfant est bien mort et que l’ensemble de la bande filmée le prouve, mais que l’intensité dramatique de la scène d’agonie interdit déontologiquement sa diffusion complète.
Le 19 octobre 2006, la 17e chambre du tribunal correctionnel de Paris condamne Philippe Karsenty pour diffamation publique, bien que le procureur ait demandé sa relaxe. La 11e chambre de la Cour d'appel de Paris, présidée par Laurence Trébucq, visionne en public les rushes de France 2 lors d'une audience relais du 14 novembre 2007 où se présente Charles Enderlin avec son avocate Me Bénédicte Amblard et Alain Lardière, directeur adjoint de l’information chargé des reportages de France 2, pour l'interroger notamment sur leur durée controversée (timecode) de 18 minutes par rapport aux 27 minutes initiales par l'appelant Philippe Karsenty assisté de Me Patrick Maisonneuve. Ayant fait appel de sa condamnation de 2006, Philippe Karsenty est relaxé par la Cour d'appel de Paris le 21 mai 2008, cour qui ne se prononce pas sur l’authenticité des images mais estime que Philippe Karsenty est resté dans les limites du droit à la critique.
C'est Philippe Karsenty qui commandite un rapport balistique, établi en 2008, dont il tirera un argument selon lequel les impacts de balles ne provenaient pas de tirs depuis la position israélienne : la « forme circulaire » des impacts sur le mur situé derrière Mohammed al-Durah et son père, prouverait, selon Karsenty, que les tirs étaient perpendiculaires alors que les soldats israéliens se trouvaient en biais et auraient fait des trous ovales dans le mur.
François Bonnet de Mediapart rapporte une déclaration de Karsenty à propos d'une « centaine de conférences [qu'il a données] dans le monde entier sur cette affaire ces trois dernières années » puis il ajoute que Karsenty explique comment il fut l'artisan de la chute de David Martinon, conseiller de Nicolas Sarkozy opposé aux thèses de Karsenty, et que « l’affaire Al-Dura est bien le support d’une machine de guerre politique. Le 16 mai 2006, il est longuement interrogé par le site américain ultraconservateur Frontpagemag.com (en) ».
La Cour de cassation casse et annule l'arrêt de la cour d'appel de Paris du 21 mai 2008, à la suite d'un pourvoi formé par France 2 et Charles Enderlin, au motif que cette cour d'appel ne pouvait ordonner à France 2 de montrer les rushes non diffusés. L'audience a lieu le 16 janvier 2013,, et, après deux reports, le 26 juin 2013, la cour d'appel de Paris condamne cette fois Philippe Karsenty pour diffamation, et porte à 7 000 euros les dommages et intérêts versés à Charles Enderlin et à France 2.

### Visionnage de l'enregistrement original

Diagramme anglophone montrant les parties en présence lors du drame. Ce dessin est extrait de la déclaration écrite sous serment par le cadreur de France 2, Talal Abu Rahma, à l'avocat gazaoui Raji Sourani, et enregistrée le 3 octobre 2000.

Le vendredi 22 octobre 2004, à la suite de nombreuses pressions, France 2 accepte de diffuser en cercle privé la totalité de la cassette à trois journalistes : Daniel Leconte d’Arte, Denis Jeambar, directeur de L’Express et Luc Rosenzweig, ancien rédacteur en chef du Monde — les deux premiers ayant été auparavant approchés par Luc Rosenzweig qui leur avait présenté des éléments allant, selon lui, dans le sens d’un montage opéré par les Palestiniens.
Luc Rosenzweig affirme que, lors du visionnage des rushes, « l’image finale coupée par Charles Enderlin montrait l’enfant, supposé mort, levant la jambe et tournant la tête en direction de la caméra ». Il ajoute également que « d’autres scènes montrant des manifestants blessés étaient purement et simplement jouées, ce que reconnaissaient même les représentants de France 2 assistant à la projection »,.
Selon Guillaume Weill-Raynal, avocat et auteur de Contre-enquête sur le nouvel antisémitisme (2005), Denis Jeambar et Daniel Leconte ont joué un rôle important dans le montage des « rumeurs » propagées par la suite par les opposants à Enderlin. Dans un premier temps, ils écrivent que les rushes montrent des « mises en scène », pour se rétracter dans un second article du Figaro, dans lequel ils affirment avoir été « instrumentalisés » par Rosenzweig et la Ména,,,.
Le 16 août 2007, le président du CRIF Richard Prasquier demande à France 2 de voir l'entièreté de ces rushes, même ceux de l'agonie de Mohamed al-Durah qu'Enderlin avait coupés, considérant qu'elle « était trop insupportable »,. Son prédécesseur, Roger Cukierman, avait formulé la même demande.
En juin 2008, le journaliste américano-israélien d'Haaretz Larry Derfner, s'appuyant sur le résultat d’enquêtes de l’armée israélienne, du journaliste et écrivain James_Fallows (en), de la documentariste allemande Esther Shapira (en), du journaliste à L’Express Denis Jeambar, du documentariste Daniel Leconte et du professeur en communication de l’université de Haïfa Gabriel Weimann dont le travail des étudiants a conclu que les père et fils al-Dura se trouvaient en dehors de la ligne de tir de la position israélienne de Netzarim, le 30 septembre 2000, mais en revanche dans celle des Palestiniens, soutient sur The Jerusalem Post cette position mais réfute farouchement toute mise en scène palestinienne.
Poursuivi en justice par Charles Enderlin et France 2, Philippe Karsenty est condamné en première instance en 2006. Relaxé en appel, ce dernier est cependant cassé quatre ans plus tard,.

### Blessures de Jamal al-Durah
Le 18 novembre 2004, à la suite de l’extension de la polémique, et pour prouver la bonne foi de Charles Enderlin et de son cadreur, l'ancienne directrice de l’information de France 2 Arlette Chabot projette leur reportage tel qu’il avait été diffusé sur la chaîne ainsi qu’un autre reportage tourné au même moment, mais sous un autre angle, par l’agence Associated Press. Sont montrées aussi des images du cadavre de l’enfant à la morgue, ainsi que des images récentes du père de l’enfant montrant ses cicatrices. France 2 maintient sa position et porte plainte contre X pour diffamation.
Les images montrent les cicatrices de Jamal al-Durah, le père de Mohammed al-Durah, le jour de la mort de son fils. Ces images sont elles aussi contestées, et les promoteurs de la version d’une mise en scène affirment que le père du petit Mohammed n’avait pas été blessé. Pour répondre à ces accusations, France 2 montre un autre reportage de la télévision jordanienne, tourné le 1er octobre 2000 à l’hôpital militaire Al Hussein à Amman, montrant le prince Abdallah rendant visite au père du jeune Mohamed, transporté en Jordanie pour y subir plusieurs opérations. De plus, France 2 demande au cadreur Talal Hassan Abu Rahma d’aller interviewer Jamal al-Durah à Gaza, où il vit toujours. Présentant sa carte d’identité pour bien se faire identifier, l’homme montre que ses cicatrices correspondaient « exactement » à l’emplacement de ses blessures filmées sur son lit d’hôpital quatre ans plus tôt. Mais, sur les blessures de Jamal al-Durah, le père de Mohammed al-Durah, la Ména a une tout autre explication : ces cicatrices seraient les marques de « blessures par hache » datant de 1992 causées par des « miliciens palestiniens » qui auraient agressé Jamal al-Durah, et soignées par un certain Dr Yehouda David ; la Ména livre sur son site une interview avec le docteur en question, dont les propos sont repris par Philippe Karsenty.
En septembre 2008, le Dr Yehouda David revient sur cette thèse lors d'une interview donnée à Actualité juive. Dans cette interview conduite par une personne se faisant appeler « Daniel Vavinsky », présenté comme journaliste, le Dr David soutient que les blessures et cicatrices de Jamal al-Durah, père de Mohammed, ne résultent pas de la fusillade de 2000 mais d’une intervention chirurgicale effectuée par lui-même en 1994, qui avait consisté à prélever des tendons sur le pied gauche pour les greffer sur les muscles de la main droite. Dans la même interview, le Dr David évoque également le dossier médical jordanien de Jamal al-Durah : « Je n’ai pas vu ce dossier. Que Charles Enderlin le produise, je serais très intéressé de le consulter (…) Mais pour le moment, cela me paraît assez mystérieux ».
Le 15 septembre, Charles Enderlin adresse un droit de réponse à Actualité juive auquel est joint le certificat en arabe de l’hôpital jordanien, un certificat en anglais établi par le professeur Raphaël Walden, chirurgien à l’hôpital Tel HaShomer de Tel-Aviv, au vu du dossier médical jordanien, lui-même établi en anglais, ainsi qu’une radio des lésions constatées dans la région pelvienne et aux os du bassin (correspondant à un tir de balle ayant pénétré par le pli de l'aine et étant ressorti par la fesse, conforme aux cicatrices présentées par Jamal al-Durah), blessures bien distinctes des cicatrices au pied et à la main évoquées par le Dr David dans son interview. Charles Enderlin adresse également copie de ce droit de réponse à divers sites qui avaient relayé l’interview d’Actualité juive, notamment au site Debriefing.org qui met en ligne, le 20 septembre 2008, le texte complet de la lettre de Charles Enderlin ainsi que l’ensemble des documents médicaux. Le 25 septembre, Actualité juive publie également ce droit de réponse, mais en supprimant de celui-ci la phrase « Ci-joint le rapport que vous voudrez bien reproduire »,  et sans publier les documents annexes, ni mentionner leur existence[réf. souhaitée]. Ce droit de réponse est suivi d’une contre-réponse ironique de « Daniel Vavinsky » : « sur le fond, Charles Enderlin ne répond en rien (…) qu’il n’hésite pas à nous transmettre tout élément (…) nous nous ferons un devoir d’en informer nos lecteurs ».
Dans les semaines qui suivent, Jamal al-Durah dépose plainte en diffamation contre deux partisans de la thèse de la manipulation, dont Gil Mihaely, responsable, avec Élisabeth Levy, du magazine Causeur, l'un des relais médiatiques des thèses de Karsenty et al.. Sur commission rogatoire ordonnée par Nicolas Bot, juge d'instruction au tribunal de grande instance de Paris, « Daniel Vavinsky », auteur de l’interview et du contre-droit de réponse, est identifié, en février 2009, comme étant en réalité Clément Weill-Raynal, rédacteur en chef adjoint à France 3, société du même groupe (France Télévisions) que France 2, chaîne de Charles Enderlin. Le 24 septembre 2009, Clément Weill-Raynal est mis en examen pour diffamation et complicité de diffamation, ainsi que, quelques semaines plus tard, le Dr David et Serge Benattar, directeur de la publication d'Actualité juive.
Par ordonnance en date du 7 mai 2010, Serge Benattar, Clément Weill-Raynal et Yehouda David sont renvoyés devant le tribunal correctionnel pour diffamation et complicité de diffamation, à l'audience du 8 février 2011. Serge Benattar est défendu par Me Aude Weill-Raynal. Clément Weill-Raynal est défendu par Me Gilles-William Goldnadel. Le Dr Yehouda David est défendu par Me Isabelle Wekstein, ainsi que par Me Alain Jakubowicz, seul avocat défendeur inscrit au barreau de Lyon (les autres étant du barreau de Paris), et président de la LICRA, depuis 2010. Jamal al-Durah, plaignant et partie civile, avait pour avocat Me Orly Rezlan.
En parallèle, le tribunal correctionnel de Nanterre donne raison à Philippe Karsenty, estimant que « les pièces versées aux débats démontrent un manque d’objectivité exclusif de la bonne foi alléguée » par l'auteur du documentaire intitulé Rumeurs, lavage de cerveau : la nouvelle guerre de l'information, le réalisateur Stéphane Malterre ; il condamne le 10 juin 2010 Canal Plus et la société de production Tac Press pour diffamation contre Karsenty dans le documentaire qui « porte incontestablement atteinte... à son honneur », diffusé par cette chaîne le 24 avril 2008. 
Par jugement rendu le 29 avril 2011, la 17e chambre correctionnelle du tribunal de grande instance de Paris déclare les trois prévenus Serge Benattar, Clément Weill-Raynal et Yehouda David coupables des délits de diffamation et complicité de diffamation. Benattar et Weill-Raynal sont condamnés à la peine de 1 000 euros d'amende, le docteur David à une peine de 1 000 euros d'amende avec sursis. Les trois prévenus sont condamnés à verser à Jamal al-Durah la somme de 5 000 euros de dommages-intérêts, ainsi qu'à la somme de 5 000 euros au titre des frais de justice.
Par jugement rendu le 15 février 2012, la cour d'appel de Paris relaxe le docteur Yehouda David, chirurgien israélien qui avait opéré Jamal al-Durah. Clément Weill-Raynal reste condamné à 1 000 euros d'amende avec sursis, 1 000 euros de dommages-intérêts et 6 000 euros de frais de justice.
Mais le 10 septembre 2013, la Cour de cassation annule cette condamnation. La Cour estime que « le passage incriminé (…) ne dépasse pas les limites admissibles de la liberté d'expression sur le sujet d'intérêt général constitué par le débat relatif à la couverture par la chaîne France 2 d'un événement ayant eu un retentissement mondial, ainsi qu'à l'origine des blessures présentées par M. Al-Dura ».

### Livre de Charles Enderlin:Un enfant est mort
En octobre 2010, un livre de Charles Enderlin sur toute l'affaire est publié : Un enfant est mort, dans lequel il répond point par point à l'ensemble de l'argumentaire élaboré par Philippe Karsenty et tous ceux qui soutiennent la thèse d'une mise en scène, qui ont construit « une grille de lecture qui ignore tout des réalités du terrain et de ce que furent ces longs face-à-face entre Palestiniens et soldats israéliens ». Le journaliste François Bonnet juge que l'un des mérites du livre d'Enderlin est de « réfuter un par un les éléments avancés par les tenants de la manipulation » et qu'il démonte une accusation devenue volumineuse au fil des ans, mais dont l'accumulation de ses composants ne résiste pas à une analyse méticuleuse : les accusations de Karsenty et de Rosenzweig peuvent « au premier abord, [troubler] les gens de bonne foi. Philippe Karsenty peut remplir des amphithéâtres acquis à sa cause vu son habileté et les matériaux disparates qu’il a rassemblés […]. Démonter un tel travail demande des jours de contre-enquête. Peu de journalistes l’ont fait, ce qui explique leur incapacité à l’interroger correctement lors d’entretiens. […] Mais accumulation ne fait pas vérité. Et chaque élément pris séparément se révèle douteux voire faux. ». François Bonnet demande cependant si « ce livre [arrive] trop tard pour donner un coup d’arrêt à une campagne aussi puissante que nauséabonde ». De son côté, Rudy Reichstadt écrit que « l’un des mérites du livre de Charles Enderlin est d’examiner pour la première fois méthodiquement la généalogie de la théorie du complot et de faire la démonstration, convaincante, que la thèse de la mise en scène répond bien à cette qualification. ».
Dans une réponse à un article du journaliste Alain Gresh du Monde diplomatique, Charles Enderlin écrit que l'une des personnes qui l'attaque en justice lui a proposé de sauvegarder sa situation professionnelle s'il accepte de « lâcher » son cadreur palestinien Talal Abu Rahme :
« Un de mes accusateurs, m’a proposé le marché suivant : “Tu peux encore t’en sortir en lâchant Talal. Je peux t’aider dans un scénario dont tu pourrais sortir meurtri, mais pas mort. Si tu choisis de persévérer dans l’erreur, je continuerai à faire en sorte que tu en crèves, professionnellement s’entend” […] »

## Controverses

### En Israël
L’affaire n’a pas fait l’objet de débats en Israël, où des reportages sont revenus sur cette affaire sans mettre en avant la thèse d’une manipulation. L’armée israélienne a admis dans un premier temps sa probable implication dans la mort de l’enfant, avant de soutenir que Mohamed al-Durah avait tout aussi bien pu être tué par des tirs palestiniens (voir supra). Peu de temps après ces événements, l’armée israélienne procède à la démolition du mur devant lequel se trouvaient le père et son enfant, ce qui, selon Bernie Schechter, un expert en balistique israélien « élimine 95 % des éléments matériels nécessaires à une preuve », les impacts des balles se trouvant sur ce mur. Cette démolition est interprétée différemment par les deux parties : ceux qui soutiennent la thèse d’une manipulation affirment que la position occupée par le père et l’enfant les mettait hors de portée des tirs des soldats israéliens, et que, la reconstitution des événements est devenue délicate du fait que les structures en place sur le carrefour de Netzarim ont été rasées par l’armée israélienne. Ils affirment également que les images diffusées par France 2 n’appuient ni l’idée de la mort de l’enfant, ni une responsabilité israélienne dans cette affaire.
Le soutien de Charles Enderlin à l’intégrité de son preneur d’images palestinien reste indéfectible pendant toute l’affaire. Selon le journaliste, « l’image [filmée par Talal Abou Rahmah] correspondait à la réalité de la situation non seulement à Gaza, mais aussi en Cisjordanie. L’armée israélienne ripostait au soulèvement palestinien par l’utilisation massive de tirs à balles réelles. ». Cependant, en Israël, l’opinion contraire à la version d'Enderlin est parfois mentionnée.
Le 19 mai 2013, le gouvernement israélien publie un rapport commandé par le ministère de la Défense à un organisme anonyme mis à part sa direction contestée, qui affirme que la scène diffusée par France 2 ne corrobore pas l'affirmation du commentaire oral du reportage d'Enderlin, selon laquelle l'enfant était mort,. Ce rapport a été l'objet de critiques, y compris celles émanant de la communauté juive, la commission n’ayant notamment pas entendu Charles Enderlin, son cadreur ou les médecins jordaniens ayant soigné Jamal al-Dura.

### Dans les territoires palestiniens
La mort du garçon diffusée dans les territoires palestiniens a provoqué des événements sanglants : deux réservistes de l’armée israélienne, alors habillés en civil, ont été lynchés par une foule en colère, le 12 octobre 2000, dans le commissariat de Ramallah,,.
Le jour de la mort de Mohammed Al-Durah, l’ONG israélienne B’Tselem note que 15 autres civils palestiniens sont tués, dont un garçon de 12 ans, Samir Sudki Tabanjeh, et trois mineurs. Aucune de ces morts ne suscita de controverse.

### En Allemagne
L'affaire Al-Durah est suivie en Allemagne par les enquêtes d'Esther Schapira (en) (voir supra), qui réalise deux documentaires et publie un livre où elle met directement en cause Charles Enderlin.

### Point de vue du CRIF
Le CRIF demande officiellement au chef de l’État, Nicolas Sarkozy, la constitution d’une commission d’enquête, par la voix de Richard Prasquier, son président, dans une conférence de presse du 2 juillet 2008. En octobre 2010, à la suite de la publication du livre de Charles Enderlin, Un enfant est mort, Richard Prasquier proteste et réitère sa demande[réf. nécessaire].
En mars 2012, à la suite de l’arrêt de la Cour de cassation renvoyant l’affaire devant la cour d'appel de Paris, Richard Prasquier redemande « que toute la vérité soit faite, en faisant travailler ensemble un petit groupe d'experts techniques indépendants sur les documents qui restent à notre disposition en utilisant les moyens modernes d'investigation. » Cette demande provoque une polémique avec l'ancien président du CRIF, Théo Klein. En 2013, Richard Prasquier redemande « à l’État français de prendre ses responsabilités » car on ne peut lutter contre l’antisémitisme si on ne s’attaque pas à la propagande.

### Commentaire de Pierre-André Taguieff
Selon Pierre-André Taguieff, « érigé en enfant martyr, "le petit Mohammed" est aussitôt devenu la figure emblématique de l’Intifada al-Aqsa : les images du prétendu meurtre du jeune Palestinien par l’armée israélienne, réactivant le stéréotype du "Juif tueur d’enfants", ont été diffusées à de nombreuses reprises sur la chaîne de télévision de l’Autorité palestinienne, désireuse d’instrumentaliser l’indignation pour mobiliser ses troupes dans sa guerre non conventionnelle contre Israël,. »
Taguieff n'est ni le premier ni le seul à parler d'une accusation de meurtre rituel : quelques publications anglophones ont également parlé de blood libel avant lui, et après lui.

### Réactions aux thèses de Taguieff
Dans un débat organisé par la revue Le Meilleur des mondes, Rudy Reichstadt répond à l'analyse de Pierre-André Taguieff. Selon lui, deux mythes s'affrontent : « Le premier discours accuse l’armée israélienne d’avoir commis délibérément un infanticide. Le second cherche à la disculper par tous les moyens, quitte à retourner l’accusation infamante contre ceux qui ont commencé à la propager, voire à nier purement et simplement la mort du jeune Palestinien. » Il estime que « si le premier discours est classiquement diabolisateur, le second use sans vergogne de structures propres à la pensée du complot dont les Israéliens sont pourtant, par une singulière ironie, les victimes privilégiées. » Il vise en particulier les trois thèses défendues par ceux qui contestent la version officielle et dont il souligne l'exclusion mutuelle : « Mohammed Al-Dura n’est pas mort » ; « d’ailleurs, ce n’était pas Mohammed Al-Dura » ; « de toute façon, ce sont les Palestiniens qui l’ont tué ».
Le grand reporter Gérard Grizbec de son côté répond aux attaques portées à l'encontre des journalistes. Sur la question de la diffusion gratuite des images, il explique qu'en Israël « il existe un accord d’échange gratuit d’images entre les grandes chaînes internationales, y compris avec les chaînes israéliennes 2 et 10 [et que la] situation existait déjà lorsque l’on a ouvert [les bureaux israéliens de France 2] en 1991. » Il accuse également Pierre-André Taguieff de s'être fait « le perroquet de tous les délires que l’on a entendus depuis huit ans pour essayer de nier la réalité », et de répéter dans son article des « mensonges », tel celui concernant le cadreur palestinien de France 2, qui, contrairement à ce qu'affirme Taguieff (et Reichstadt dans un premier temps), n'a jamais appartenu au Fatah — tout au plus est-ce un « patriote palestinien », selon Enderlin.